# L'amica (film 1943)
L'amica (Old Acquaintance) è un film del 1943, diretto da Vincent Sherman. Scritta da John Van Druten, la commedia originale da cui è tratto il film debuttò a Broadway il 23 dicembre 1940 interpretata da Jane Cowl e da Peggy Wood. Restò in scena per un totale di 170 recite.
Nel 1981 è stato realizzato un remake del film, intitolato Ricche e famose. Interpretato da Jackie Bisset e da Candice Bergen, fu l'ultimo film diretto da George Cukor.

## Trama
Nel 1924, dopo qualche anno di assenza, la nota scrittrice Kit Marlowe ritorna nella città natale dove vive ancora la sua vecchia amica Millie Drake che, nel frattempo si è sposata ed è in attesa del primo figlio. Dapprima, Millie si sente scossa dal fatto che Kit non sembri tanto ansiosa di vederla; poi, quando l'amica si è scusata, le confessa di aver scritto anche lei un romanzo. Mentre Kit è una scrittrice molto osannata dalla critica, Millie dimostra di non avere la stessa ambizione: per lei, la scrittura non è una questione di stile, ma semplicemente un mezzo per arrivare al successo.
Otto anni dopo, il nome di Millie è garanzia di successo per il suo editore: i suoi libri sono best seller della narrativa popolare e lei ha raggiunto fama e ricchezza. Insieme a suo marito Preston e a Deirdre, la loro bambina, è venuta a New York per la prima della commedia di Kit. Preston, che ha bevuto, confessa a Kit di essere innamorato di lei e che il suo matrimonio ormai non esiste più. Kit tenta di rimettere insieme i cocci di quell'unione dicendogli anche che il loro amore è impossibile perché Millie sarebbe sempre tra loro due. Preston, però, decide di lasciare comunque la moglie e chiede a Kit di tenere d'occhio Deirdre anche per lui.
Sono passati dieci anni. I giapponesi hanno bombardato Pearl Harbor e gli Stati Uniti sono in guerra. Kit, dai microfoni della radio, lancia un appello per una sottoscrizione a favore della Croce Rossa. Preston, che l'ha sentita alla radio, telefona a Kit, chiedendole di incontrarsi per un drink. Lei, per fargli una sorpresa, manda Rudd, il suo giovane fidanzato, a prendere Deirdre così da farla incontrare con il padre. Intanto Rudd, che è innamorato di Kit, la implora di sposarlo: ma lei rifiuta, adducendo come motivo la loro differenza di età. Il giovane, deluso, passa la giornata con Deirdre e va a finire che i due ragazzi si innamorano l'uno dell'altra.
Presto Kit si pente della sua decisione e rivela a Millie che ha deciso di sposare Rudd. Le due cominciano a litigare quando Millie, gelosa di lei, accusa l'amica di averle rubato il marito. Quando Rudd le annuncia che sposerà Deirdre, Kit resta sconvolta, ma cerca di nascondere i suoi sentimenti, fingendo di essere felice per lui.
Più tardi, Millie rivede Kit nel suo appartamento: le due amiche di riconciliano, Millie si scusa, Kit la perdona. Poi, Millie le descrive il suo nuovo libro, Old Acquaintance. Le due brindano al romanzo, che racconta la storia di due donne, amiche di vecchia data...

## Produzione
Il film fu prodotto dalla Warner Bros.-First National Pictures. Venne girato nei Warner Brothers Burbank Studios, al 4000 di Warner Boulevard, a Burbank.

## Distribuzione
Distribuito dalla Warner Bros., il film uscì nelle sale cinematografiche degli Stati Uniti il 27 novembre 1943. In Svezia, fu distribuito come Väninnor il 13 novembre 1944. In Finlandia, il 1º marzo (con il titolo Ystävättäriä) e in Francia, il 2 ottobre 1946. Nel 1947, uscì anche in Portogallo (5 maggio, come Velha Amizade) e in Turchia, come Eski dost. Venne trasmesso per la prima volta in tv il 9 febbraio 1965 nella Germania Federale.